# Dan Swanö
Dan Swanö (Finspång, Suécia, 10 de março de 1973) é um músico, produtor, e multi-instrumentista, considerado um dos mais influentes produtores do heavy metal europeu. Produziu inúmeras bandas de diversos sub-gêneros como o death metal, doom metal, metal progressivo, e rock progressivo.

## Biografia
Swanö conduziu um número enorme de bandas – principalmente suecas – e dentre as mais notáveis estão Edge of Sanity, Pan.Thy.Monium, Brejn Dedd, Unicorn, Infestdead e Route Nine. Foi também membro da banda Katatonia, onde tocava bateria, e recentemente membro da banda Bloodbath, tocando bateria no primeiro Ep da banda, chamado Breeding Death, tocou guitarra no álbum Nightmares Made Flesh.
Contribuiu igualmente com seus talentos vocais no projeto de Arjen Lucassen chamado Star One. Os dois músicos são bons amigos, e Lucassen também contribuiu tocando guitarra no projeto de Swanö chamado Nightingale. Swanö também participa dos álbuns Theli e A'arab Zaraq - Lucid Dreaming da banda Therion, fazendo algumas partes vocais. Era igualmente produtor e compositor da banda Diabolical Masquerade, projeto paralelo do guitarrista da banda Katatonia Anders Nyström, improvisando alguns solos de guitarra, vocal de apoio. 
Além da produção de bandas, Swanö lançou um álbum de metal progressivo e death metal chamado Moontower no qual tocou todos os instrumentos gravados no disco. 
Swanö tem estilos vocálicos diversos, que incluem grunhidos, canto melódico, esganiçado, 
dentre muitos outros encontrados no estilo.

## Discografia solo
- Moontower, full-length, 1998